# August Ewald König
August Ewald König (Barmen, 1833. augusztus 22. – Köln, 1888. március 9.) német regényíró.

## Élete
Gimnáziumi tanulmányait Kölnben végezte, de azután viszonyai arra kényszerítették, hogy a kereskedelmi pályára lépjen. Miután 1854-től 3 évig szolgált a hadseregnél, könyvvezető lett, de otthagyta és egészen a szépirodalom felé fordult. Kölnbe ment. Humorisztikus vázlatokkal kezdte írói pályáját; tárgyait leginkább a katonai életből merítette.

## Regényei
- Der Deserteur (Ernst Kaiser álnév alatt, 1867, hátterét az 1866-os háború képezi)
- Die Geheimnisse einer grossen Stadt (1870, 3 kötet)
- Auf der Bahn des Verbrechens (magyarra fordította Gyurom Antal A bűn útján címen)

## Magyarul
- Az uj orvos. Elbeszélés; ford. B. I.; s.n., Bp., 1878
- A hamis eskü. Regény; ford. Garami Árpád; Színes Regénytár, Bp., 1936 (Színes regénytár)
- Szerelem és érdek. Regény; ford. Urbán Eszter; Globus Ny., Bp., 1936 (Színes regénytár)
- A bizonyíték. Regény; ford. Wiesner Juliska; Színes Regénytár Kiadóvállalat, Újpest, 1934 (Színes regénytár)
- A zsarnok. Regény; ford. Wiesner Juliska; Színes Regénytár Kiadóvállalat, Újpest, 1933 (Színes regénytár)